# 原文庆
原文庆（1966年—），男，山西长治人，中国武术运动员，亚洲运动会武术比赛和世界武术锦标赛冠军。在“中华武林百杰”评选活动中被评为十大武星。